# Screen Actors Guild Award per la migliore attrice in una serie commedia
Lo Screen Actors Guild Award per la migliore attrice in una serie comica (Screen Actors Guild Award for Outstanding Performance by a Female Actor in a Comedy Series) viene assegnato all'attrice di una serie televisiva comica maggiormente votata dallo Screen Actors Guild.

## Vincitrici e candidate

### 1990
- 1995
  - Helen Hunt - Innamorati pazzi (Mad About You)
  - Roseanne Barr - Pappa e ciccia (Roseanne)
  - Candice Bergen - Murphy Brown
  - Ellen DeGeneres - Ellen
  - Julia Louis-Dreyfus - Seinfeld
- 1996
  - Christine Baranski - Cybill
  - Candice Bergen - Murphy Brown
  - Helen Hunt - Innamorati pazzi (Mad About You)
  - Lisa Kudrow - Friends
  - Julia Louis-Dreyfus - Seinfeld
- 1997
  - Julia Louis-Dreyfus - Seinfeld
  - Christine Baranski - Cybill
  - Ellen DeGeneres - Ellen
  - Helen Hunt - Innamorati pazzi (Mad About You)
  - Kristen Johnston - Una famiglia del terzo tipo (3rd Rock from the Sun)
- 1998
  - Julia Louis-Dreyfus - Seinfeld
  - Kirstie Alley - L'atelier di Veronica (Veronica's Closet)
  - Ellen DeGeneres - Ellen
  - Calista Flockhart - Ally McBeal
  - Helen Hunt - Innamorati pazzi (Mad About You)
- 1999
  - Tracey Ullman - Tracey Takes On...
  - Calista Flockhart - Ally McBeal
  - Lisa Kudrow - Friends
  - Julia Louis-Dreyfus - Seinfeld
  - Amy Pietz - Caroline in the City

### 2000
- 2000
  - Lisa Kudrow - Friends
  - Calista Flockhart - Ally McBeal
  - Lucy Liu - Ally McBeal
  - Sarah Jessica Parker - Sex and the City
  - Tracey Ullman - Tracey Takes On...
- 2001
  - Sarah Jessica Parker - Sex and the City
  - Calista Flockhart - Ally McBeal
  - Jane Kaczmarek - Malcolm
  - Debra Messing - Will & Grace
  - Megan Mullally - Will & Grace
- 2002
  - Megan Mullally - Will & Grace
  - Jennifer Aniston - Friends
  - Kim Cattrall - Sex and the City
  - Patricia Heaton - Tutti amano Raymond (Everybody Loves Raymond)
  - Sarah Jessica Parker - Sex and the City
- 2003
  - Megan Mullally - Will & Grace
  - Jennifer Aniston - Friends
  - Kim Cattrall - Sex and the City
  - Patricia Heaton - Tutti amano Raymond (Everybody Loves Raymond)
  - Jane Kaczmarek - Malcolm
- 2004
  - Megan Mullally - Will & Grace
  - Patricia Heaton - Tutti amano Raymond (Everybody Loves Raymond)
  - Lisa Kudrow - Friends
  - Debra Messing - Will & Grace
  - Doris Roberts - Tutti amano Raymond (Everybody Loves Raymond)
- 2005
  - Teri Hatcher - Desperate Housewives
  - Patricia Heaton - Tutti amano Raymond (Everybody Loves Raymond)
  - Megan Mullally - Will & Grace
  - Sarah Jessica Parker - Sex and the City
  - Doris Roberts - Tutti amano Raymond (Everybody Loves Raymond)
- 2006
  - Felicity Huffman - Desperate Housewives
  - Candice Bergen - Boston Legal
  - Patricia Heaton - Tutti amano Raymond (Everybody Loves Raymond)
  - Megan Mullally - Will & Grace
  - Mary-Louise Parker - Weeds
- 2007
  - America Ferrera - Ugly Betty
  - Felicity Huffman - Desperate Housewives
  - Julia Louis-Dreyfus - La complicata vita di Christine (The New Adventures of Old Christine)
  - Megan Mullally - Will & Grace
  - Mary-Louise Parker - Weeds
  - Jaime Pressly - My Name Is Earl
- 2008
  - Tina Fey - 30 Rock
  - Christina Applegate - Samantha chi? (Samantha Who?)
  - America Ferrera - Ugly Betty
  - Mary-Louise Parker - Weeds
  - Vanessa L. Williams - Ugly Betty
- 2009
  - Tina Fey - 30 Rock
  - Christina Applegate - Samantha chi? (Samantha Who?)
  - America Ferrera - Ugly Betty
  - Mary-Louise Parker - Weeds
  - Tracey Ullman - Tracey Ullman's State of the Union

### 2010
- 2010
  - Tina Fey - 30 Rock
  - Christina Applegate - Samantha chi? (Samantha Who?)
  - Toni Collette - United States of Tara
  - Edie Falco - Nurse Jackie - Terapia d'urto (Nurse Jackie)
  - Julia Louis-Dreyfus - La complicata vita di Christine (The New Adventures of Old Christine)
- 2011
  - Betty White - Hot in Cleveland
  - Edie Falco - Nurse Jackie - Terapia d'urto (Nurse Jackie)
  - Tina Fey - 30 Rock
  - Jane Lynch - Glee
  - Sofía Vergara - Modern Family
- 2012
  - Betty White - Hot in Cleveland
  - Julie Bowen - Modern Family
  - Edie Falco - Nurse Jackie - Terapia d'urto (Nurse Jackie)
  - Tina Fey - 30 Rock
  - Sofía Vergara - Modern Family
- 2013
  - Tina Fey - 30 Rock
  - Amy Poehler - Parks and Recreation
  - Edie Falco - Nurse Jackie - Terapia d'urto (Nurse Jackie)
  - Betty White - Hot in Cleveland
  - Sofía Vergara - Modern Family

- 2014
  - Julia Louis-Dreyfus – Veep - Vicepresidente incompetente (Veep)
  - Mayim Bialik – The Big Bang Theory
  - Julie Bowen – Modern Family
  - Edie Falco – Nurse Jackie - Terapia d'urto (Nurse Jackie)
  - Tina Fey – 30 Rock
- 2015
  - Uzo Aduba – Orange Is the New Black
  - Julie Bowen – Modern Family
  - Edie Falco – Nurse Jackie - Terapia d'urto (Nurse Jackie)
  - Julia Louis-Dreyfus – Veep - Vicepresidente incompetente (Veep)
  - Amy Poehler – Parks and Recreation
- 2016
  - Uzo Aduba - Orange Is the New Black
  - Edie Falco - Nurse Jackie - Terapia d'urto (Nurse Jackie)
  - Ellie Kemper - Unbreakable Kimmy Schmidt
  - Julia Louis-Dreyfus - Veep - Vicepresidente incompetente (Veep)
  - Amy Poehler - Parks and Recreation
- 2017
  - Julia Louis-Dreyfus - Veep - Vicepresidente incompetente (Veep)
  - Uzo Aduba - Orange Is the New Black
  - Jane Fonda - Grace and Frankie
  - Ellie Kemper - Unbreakable Kimmy Schmidt
  - Lily Tomlin - Grace and Frankie
- 2018
  - Julia Louis-Dreyfus - Veep - Vicepresidente incompetente (Veep)
  - Alison Brie – GLOW
  - Uzo Aduba - Orange Is the New Black
  - Jane Fonda - Grace and Frankie
  - Lily Tomlin - Grace and Frankie
- 2019
  - Rachel Brosnahan – La fantastica signora Maisel (The Marvelous Mrs. Maisel)
  - Alex Borstein – La fantastica signora Maisel (The Marvelous Mrs. Maisel)
  - Alison Brie – GLOW
  - Jane Fonda – Grace and Frankie
  - Lily Tomlin – Grace and Frankie

### 2020
- 2020
  - Phoebe Waller-Bridge – Fleabag
  - Christina Applegate – Amiche per la morte - Dead to Me (Dead to Me)
  - Alex Borstein – La fantastica signora Maisel (The Marvelous Mrs. Maisel)
  - Rachel Brosnahan – La fantastica signora Maisel (The Marvelous Mrs. Maisel)
  - Catherine O'Hara – Schitt's Creek
- 2021
  - Catherine O'Hara – Schitt's Creek
  - Christina Applegate – Amiche per la morte - Dead to Me (Dead to Me)
  - Linda Cardellini – Amiche per la morte - Dead to Me (Dead to Me)
  - Kaley Cuoco – L'assistente di volo - The Flight Attendant (The Flight Attendant)
  - Annie Murphy – Schitt's Creek
- 2022
  - Jean Smart – Hacks
  - Elle Fanning – The Great
  - Sandra Oh – La direttrice (The Chair)
  - Juno Temple – Ted Lasso
  - Hannah Waddingham – Ted Lasso
- 2023
  - Jean Smart – Hacks
  - Christina Applegate – Amiche per la morte - Dead to Me (Dead to Me)
  - Rachel Brosnahan – La fantastica signora Maisel (The Marvelous Mrs. Maisel)
  - Quinta Brunson – Abbott Elementary
  - Jenna Ortega – Mercoledì (Wednesday)
- 2024
  - Ayo Edebiri – The Bear
  - Alex Borstein – La fantastica signora Maisel (The Marvelous Mrs. Maisel)
  - Rachel Brosnahan – La fantastica signora Maisel (The Marvelous Mrs. Maisel)
  - Quinta Brunson – Abbott Elementary
  - Hannah Waddingham – Ted Lasso
- 2025[1][2]
  - Jean Smart – Hacks
  - Kristen Bell – Nobody Wants This
  - Quinta Brunson – Abbott Elementary
  - Liza Colón-Zayas – The Bear
  - Ayo Edebiri – The Bear

## Statistiche

### Plurivincitrici
5 vittorie
- Julia Louis-Dreyfus

4 vittorie
- Tina Fey

3 vittorie
- Megan Mullally

2 vittorie
- Betty White
- Uzo Aduba
- Jean Smart